# 2008 par pays au Proche-Orient
Les évènements par pays de l'année 2008 au Proche-Orient et dans le monde arabe.

Chronologie par pays au Proche-Orient
- 2004
- 2005
- 2006
- 2007
- 2008
- 2009
- 2010
- 2011
- 2012

## Tout le Proche-Orient
- Mercredi 9 janvier 2008 : Le président George W. Bush entame une tournée de visites dans quelques pays du Proche et du Moyen-Orient, jusqu'au 16 janvier. Il fait escale en Israël, en Palestine, au Koweït, à Bahreïn, aux Émirats arabes unis, en Arabie saoudite et en Égypte.
- Dimanche 13 janvier 2008 : Le président Nicolas Sarkozy entame une tournée de visites, jusqu'au 15 janvier, en Arabie saoudite, au Qatar et aux Émirats arabes unis. Il appelle à accentuer les pressions sur le gouvernement iranien.
- Mardi 10 juin 2008 : Les dirigeants des pays arabes riverains de la Méditerranée sont réunis à Tripoli en Libye pour tenter d'élaborer une position commune sur le projet d'Union pour la Méditerranée.
- Mardi 17 novembre 2008 : Lors de la « Conférence sur les progrès de l'intégration régionale et la promotion des projets communs au Maghreb », organisée sous l'égide du FMI, les cinq pays du Maghreb, Algérie, Libye, Maroc, Mauritanie et Tunisie, décident de relancer l'ancien projet (1991) de banque maghrébine régionale pour 2009[1].
- Jeudi 20 novembre 2008 : Les pays arabes riverains du golfe d'Aden et de la mer Rouge sont réunis au Caire pour étudier les moyens de lutter contre la piraterie au large de la Somalie. Le porte-parole du ministère égyptien des Affaires étrangères, Hossam Zaki affirme que « toutes les options » sont sur la table.

## Arménie
Voir 2008 en Arménie

## Golfe Persique
- 6 janvier : Le gouvernement américain annonce que trois navires de guerre américains, patrouillant dans le détroit d'Ormuz, ont été menacés par des vedettes rapides occupées par des pasdarans (gardiens de la révolution) iraniens agissant de manière coordonnée. Les vedettes sont parties après les sommations d'usage. Il dénonce des manœuvres « provocatrices » commandées par le gouvernement iranien.
- 24 avril : Dans le golfe Persique, un navire de la marine américaine tire des coups de semonce contre deux vedettes iraniennes qui s'approchaient trop près de lui.

## Koweït
- Mercredi 19 mars : L'émir cheikh Sabah Al-Ahmad prononce la dissolution du parlement et fixe les élections législatives anticipées pour le 17 mai prochain.
- Mardi 15 avril : En un an (1er avril 2007 au 31 mars 2008), l'émirat a engrangé 72,2 milliards de dollars en revenus pétroliers, soit une hausse de 127 % par rapport aux prévisions.
- Samedi 17 mai : Lors des élections législatives, les islamistes extrémistes font une importante percée en remportant 24 des 50 sièges du Parlement. Aucune des 27 femmes candidates n'a été élue.

## Maroc

### Sahara occidental
Voir Sahara occidental

## Oman
- 16 mars : Le vice-président américain, Richard Cheney, entame à Oman une tournée de dix jours.

## Ouzbékistan
- 24 avril : La Cour européenne des droits de l'homme interdit aux autorités russes d'extrader vers leur pays, treize hommes soupçonnés d'être liés aux organisateurs du soulèvement d'Andijan qui fut réprimé dans le sang en mai 2005. Selon leurs défenseurs ils risquent d'être torturés.